# Volume (fysieke informatiedrager)

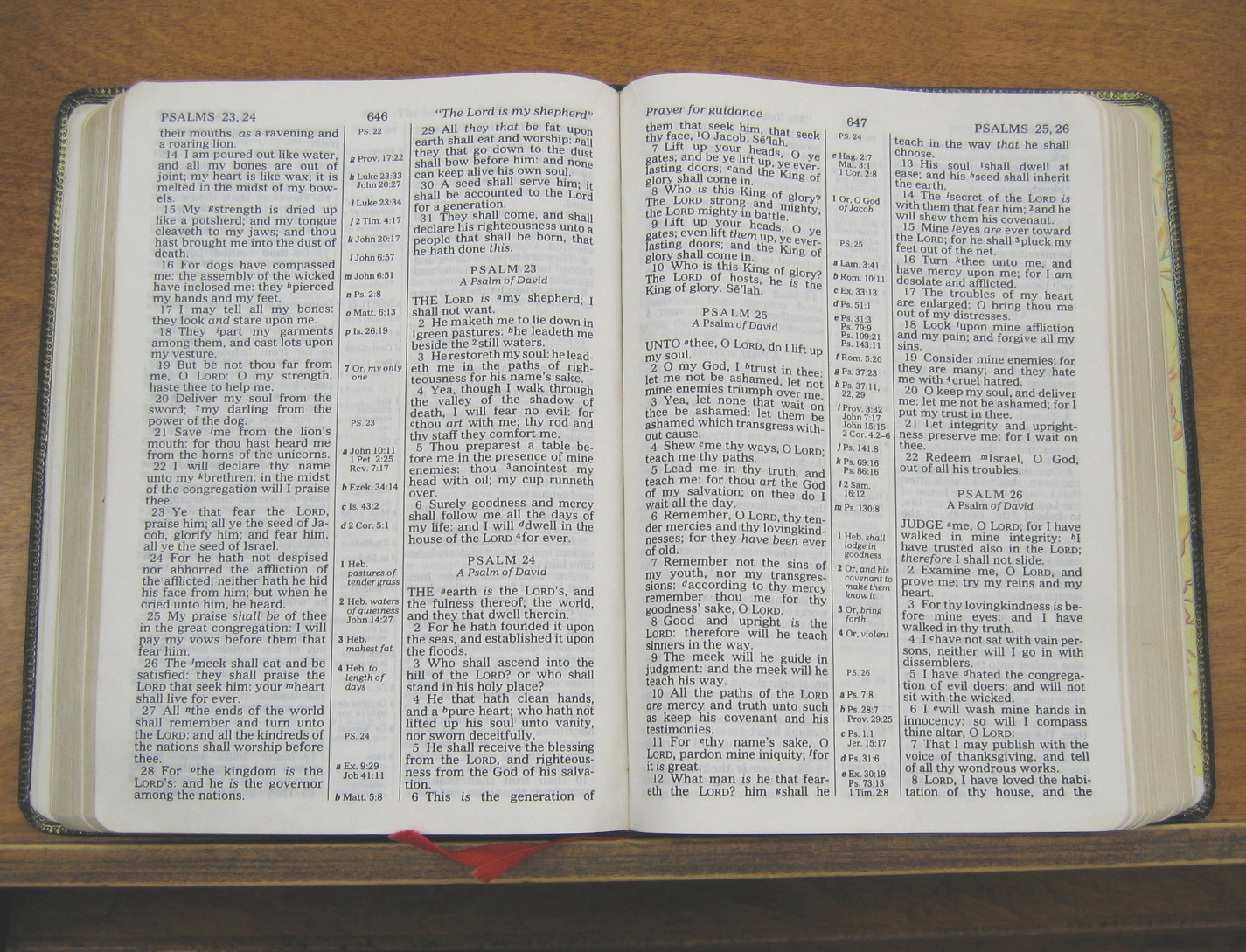
Een volume met meerdere boeken

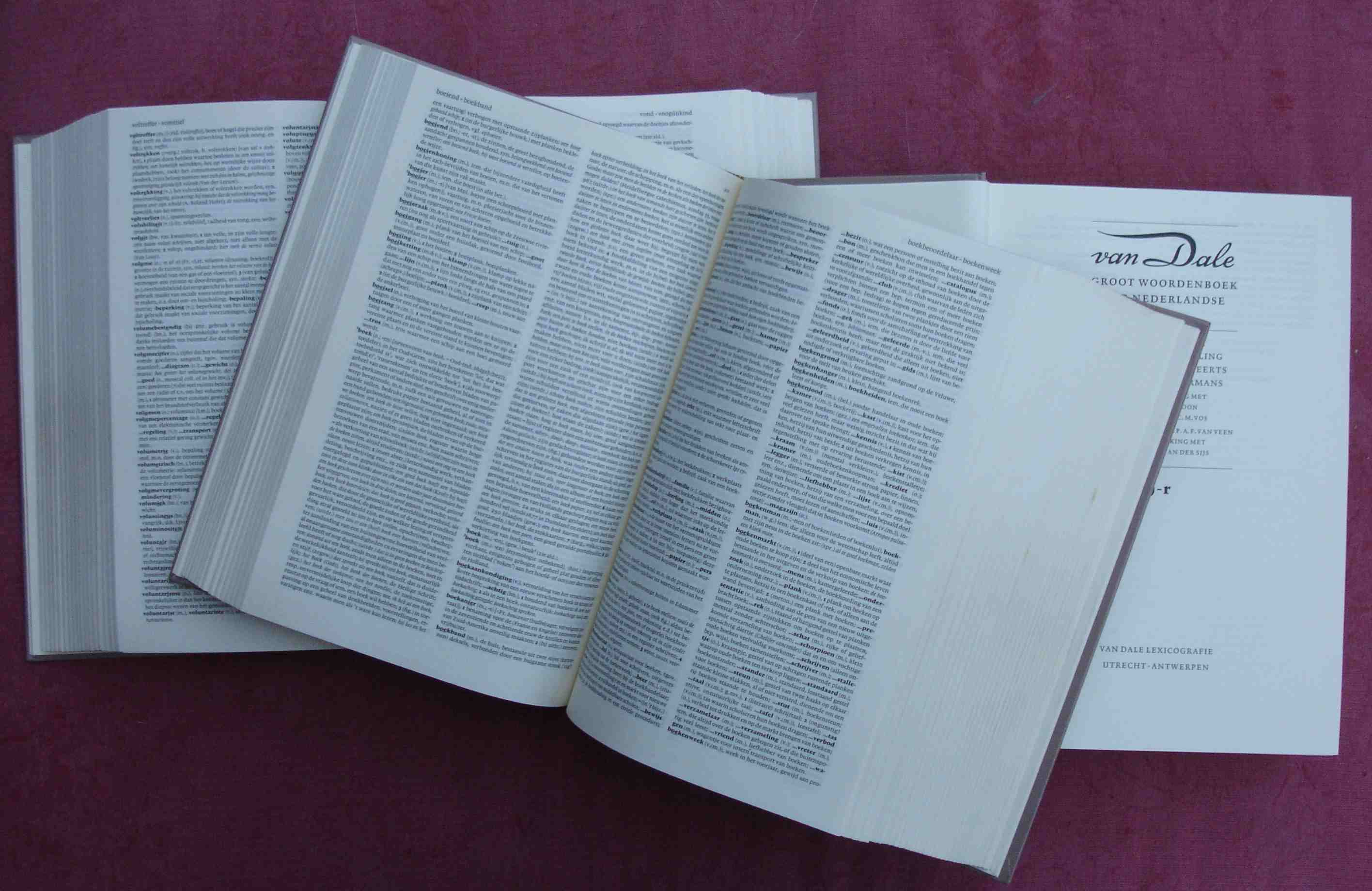
Een boek bestaande uit drie volumes

Een volume (oudtijds ook volumen; mv. volumen, volumes, respectievelijk volumina) is een informatiedrager die fysiek apart kan worden gehouden. In een bibliotheek gebruikt men meestal het woord band in plaats van volume.
Oorspronkelijk betekende het latijnse woord volumen draaiing, iets wat afgewikkeld werd, en met name dus een boekrol.
Bij een volume denkt men in de eerste plaats aan een boek, maar het woord 'boek' is enigszins verwarrend. Het bekendste voorbeeld is de Bijbel, die is onderverdeeld in een aantal boeken. Zo gezien is de Bijbel dus geen boek, maar meestal is de Bijbel wel een volume.
Het omgekeerde komt ook voor: een enkel boek dat uit meer dan een volume bestaat. 

## Harde schijven
Ook bij andere informatiedragers komt het woord volume voor, maar ook hierbij is vaak enige verwarring. Zo kan men een harde schijf beschouwen als een volume. Een schijf kan in een aantal partities zijn onderverdeeld, waardoor het in een gewoon computerprogramma lijkt of er meerdere schijven zijn, elk met een eigen letter. Dat zijn dus geen volumes, want ze kunnen niet fysiek van elkaar gescheiden worden.
In het omgekeerde geval heeft men een aantal harde schijven gekoppeld tot een eenheid (zie bijvoorbeeld RAID). Een partitioneringsprogramma (zie Partitie (informatica)) ziet een enkele, zeer grote schijf, die in werkelijkheid uit meerdere volumes bestaat.
Het volume op de harde schijf wordt aangeduid met een stationsletter: station C is volume C, station D is volume D etc. Iedere partitie/volume bestaat uit een groep aaneengesloten cilinders en gedraagt zich als een aparte schijf.

## Compact discs
Vaak ziet men een doos ('box') met meerdere cd's die samen een muziekstuk of computersysteem vormen. Elke cd is dan een volume.

## Ander gebruik
Het woord volume wordt ook in andere zin gebruikt, waarbij er juist geen sprake is van volumes volgens bovenstaande definitie.
- Bij het bekende maandblad National Geographic worden zes opeenvolgende nummers een volume genoemd. Een volume is daar dus een halve jaargang. Misschien is het de bedoeling dat deze nummers per zes gebundeld worden - en dan vormen ze wél een volume.
- In het jargon van Windows Vista is een volume hetzelfde als een partitie.
- Bij gebrande cd's worden vaak verscheidene groepen gegevens na elkaar geschreven, die dan elk een volume worden genoemd, hoewel ze niet van elkaar gescheiden kunnen worden.

## Landkaarten
Een gedetailleerde landkaart wordt vaak in delen verkocht. 
Elk deel is dan een volume, maar de correcte benaming is blad (Eng. sheet, Sp. hoja). 
Alle bladen samen heten kaart (Eng. map, Sp. mapa).
Ook hier treedt spraakverwarring op, in de volksmond wordt kaart gezegd in plaats van blad.
Zijn de bladen gebundeld in een band, dat spreekt men van een atlas.